# Neocallichirus maryae
Neocallichirus maryae is een tienpotigensoort uit de familie van de Callianassidae. De wetenschappelijke naam van de soort is voor het eerst geldig gepubliceerd in 2004 door Karasawa.